# 충주보라매
충주보라매주식회사는 공군 충주기지 관사의 건설 및 운영을 목적으로 설립된 회사이다.

## 연혁
- 2005년 7월 28일: 우선협상대상자 지정.
- 2005년 9월 6일: 사업시행자 지정.
- 2005년 11월 25일: 충주보라매주식회사 법인 설립.